# Emilio Oribe
Emilio Nicolás Oribe Coronel (Melo, 13 aprile 1893 – Montevideo, 24 maggio 1975) è stato un poeta uruguaiano.

## Biografia
Iniziò a pubblicare articoli di giornale su La Razón de Montevideo durante l'adolescenza, con lo pseudonimo di Ismael Velarde, mentre nel 1912 il diciannovenne Oribe pubblicò la sua prima silloge, Alucinaciones de Belleza.
Fu professore e poi rettore della Facultad de Humanidades y Ciencias de la Educación dell'Università della Repubblica.
Membro della generación del centenario, fu un poeta d'avanguardia d'ispirazione ultraista e pubblicò sei raccolte di poesie e quattro saggi. Nel 1970 fu candidato al Premio Nobel per la letteratura.

## Opere

### Poesia
- Alucinaciones de belleza (1912)
- El nardo del ánfora (1915)
- El castillo interior (1917)
- El halconero astral (1919)
- El nunca usado mar (1922)
- La colina del pájaro rojo (1925)

### Saggistica
- Poética y plástica (1930)
- Teoría del «nous» (1934)
- El mito y el logos (1945)
- Ars magna (1960)